# Diecezja Aosty
Diecezja Aosty (łac. Diœcesis Augustana) – diecezja Kościoła rzymskokatolickiego w północno-zachodnich Włoszech, w Dolinie Aosty. Została erygowana w IV wieku. W roku 1801 uległa likwidacji, ale już w 1817 została przywrócona. Należy do metropolii Turynu.

## Główne świątynie
- Katedra: Katedra Matki Bożej Wniebowziętej i św. Jana Chrzciciela w Aoście

## Biskupi
- biskup diecezjalny: Franco Lovignana
- biskup senior: Giuseppe Anfossi